# Amotivationales Syndrom
Das amotivationale Syndrom (AMS) beschreibt das psychologische Phänomen von Leistungsminderung und Antriebsstörungen über Gleichgültigkeit bis zu Apathie auf Grund geringer bis fehlender Motivation bei Menschen. Weitere Symptome können Antriebsarmut, Adynamie, eine mangelnde Zielgerichtetheit und erlernte Hilflosigkeit sein. Daraus erklärt sich die Etymologie des AMS als fehlende Motivation (alpha privativum und Motivation).
Die Symptomatik findet sich auch bei und nach chronischer Abhängigkeit von psychoaktiven Substanzen, Depression und Schizophrenie. Laut dem Handbook of Clinical Psychopharmacology wird das amotivationale Syndrom als mögliche Nebenwirkung von SSRIs bei der Behandlung von klinischen Depressionen aufgeführt.